# Campeonato Gaúcho de Futebol de 1969 - Série A
O Campeonato Gaúcho de Futebol de 1969, foi a 49ª edição da competição no Estado do Rio Grande do Sul. Os dezoito clubes foram divididos em dois grupos de nove na primeira fase. Os quatro melhores de cada grupo passaram a fase final, que foi disputada em um octogonal. A competição foi teve seu início em 26 de janeiro e seu término em 17 de dezembro de 1969. O campeão deste ano foi o Internacional.

## Participantes
| - Aimoré (São Leopoldo)9ª - São José (Porto Alegre)4ª - Brasil (Pelotas)19ª - Cruzeiro** (Porto Alegre)8ª - Farroupilha (Pelotas)13ª - Caxias* (Caxias do Sul)8ª - Gaúcho (Passo Fundo)5ª - Grêmio (Porto Alegre)27ª - 14 de Julho(Passo Fundo)2ª | - Internacional (Porto Alegre)25ª - Juventude (Caxias do Sul)11ª - Novo Hamburgo (Novo Hamburgo)26ª - Pelotas (Pelotas)17ª - Rio Grande (Rio Grande)10ª - Inter/SM (Santa Maria)3ª - Santa Cruz (Santa Cruz do Sul)5ª - São Paulo (Rio Grande)3ª - Ypiranga (Erechim)2ª |

* O Caxias disputou a competição com o nome Flamengo.
** O Cruzeiro joga atualmente  em Cachoeirinha.

## Primeira Fase
| - Grupo A Internacional 27pg Cruzeiro** 20pg Gaúcho 18pg Santa Cruz 17pg Novo Hamburgo 16pg Juventude 15pg Farroupilha 12pg Pelotas 10pg São Paulo 09pg | - Grupo B Grêmio 24pg Caxias 20pg Brasil 19pg 14 de Julho-PF 17pg Aimoré 17pg Inter/SM 16pg Ypiranga 12pg São José 12pg Rio Grande 07pg |

Rebaixados:Rio Grande e São Paulo
```
 PG: Pontos Ganhos
```

## Octogonal Final
- Classificação Final

1º Internacional 22 pg
2º Grêmio 21 pg
3º Caxias 14 pg
4º Cruzeiro 13 pg
5º Gaúcho 08 pg
6º Brasil 12 pg
7º 14 de Julho 12 pg
8º Santa Cruz 10 pg pg = Pontos Ganhos
Campeão:Internacional

## Artilheiro
- Paraguaio (Cruzeiro) 8 gols

## Segunda Divisão
Campeões:Esportivo e Guarany
Nota:O campeonato da segunda divisão foi disputado em duas regiões separadas, como não havia final o melhor colocado de cada região era declarado campeão.

## Campeão
| Campeonato Gaúcho de 1969          |
| ---------------------------------- |
| INTERNACIONAL Campeão (17º título) |